# Šanker
Šanker je peti samostalni album bosanskohercegovačkog turbofolk pjevača Mileta Kitića iz 2008. godine

## Pjesme
| Br. | Skladba                             | Trajanje |
| --- | ----------------------------------- | -------- |
| 1.  | »Šanker«                            | 3:14     |
| 2.  | »Cepaj, kidaj«                      |          |
| 3.  | »Ptičica«                           | 3:14     |
| 4.  | »Karavan«                           | 4:09     |
| 5.  | »Baš si sladak«                     |          |
| 6.  | »Oci boje meda«                     |          |
| 7.  | »Svoje suze ja ne brojim«           |          |
| 8.  | »Duplikat ključa«                   |          |
| 9.  | »Kopka me, kopka«                   |          |
| 10. | »Halteri«                           |          |
| 11. | »Beži od mene«                      |          |
| 12. | »Jači nego ikad« (s Južnim vetrom)  | 3:55     |
| 13. | »Čet`ri strane sveta« (s Đoganijem) | 3:01     |